# MasSpec Pen

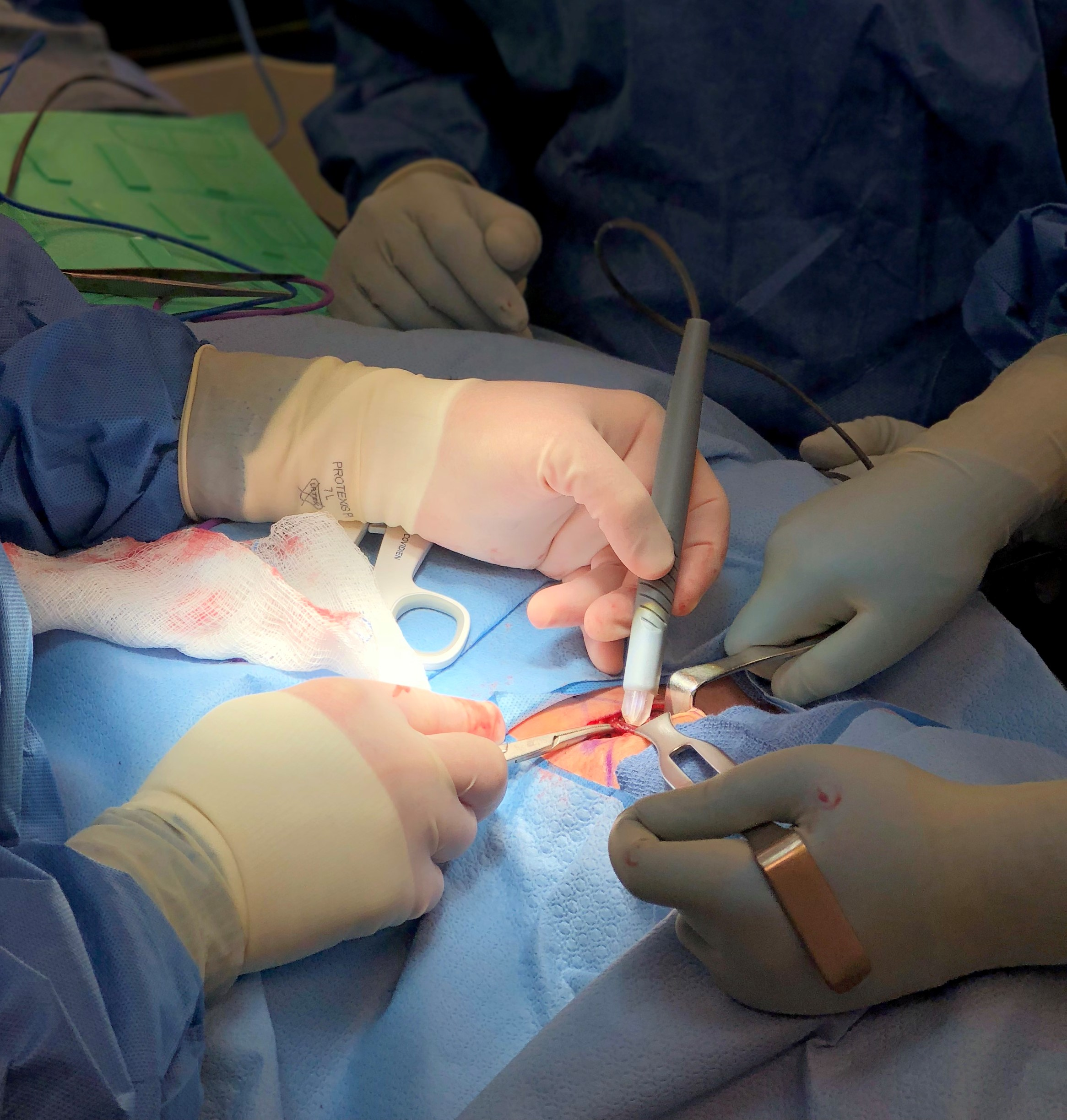
MasSpecPen

A MasSpec Pen, ou precìso MasSpec Pen System, é um sistema de detecção e diagnóstico de câncer baseado em espectrometria de massa (MS) que pode ser usado para análises de amostras de tecido ex vivo  e in vivo O sistema coleta moléculas biológicas de uma superfície de amostra de tecido, por meio de um mecanismo de extração sólido-líquido e transporta as moléculas para um espectrômetro de massa para análise. A composição das moléculas extraídas pode então ser usada para prever se a amostra de tecido analisada contém células cancerosas usando algoritmos de aprendizado de máquina e modelos estatísticos. Na pesquisa clínica em estágio inicial, o sistema MasSpec Pen foi capaz de distinguir vários tecidos cancerígenos, incluindo tecidos tumorais de tireóide, mama, pulmão e ovário, de seus equivalentes normais com uma precisão geral de 96,3%.  Um estudo de acompanhamento ilustrando o uso do dispositivo para detecção de carcinoma seroso de ovário em biópsias de tecido ex vivo permitiu a discriminação de amostras de ovário normais e cancerosas com uma sensibilidade clínica e especificidade de 94,0% e 94,4%, respectivamente.

## Desenvolvimento e uso atual
Livia S. Eberlin, Ph.D., professora assistente de química na Universidade do Texas em Austin, relatou pela primeira vez a invenção da caneta MasSpec em 2017. Em seu laboratório, o dispositivo foi usado para analisar biópsias de tecido humano, incluindo amostras normais e cancerosas de mama, pulmão, ovário e tireóide. A MasSpec Pen está atualmente sendo avaliada para uso em biópsias de tecido recentemente excisadas e para uso intraoperatório durante cirurgias oncológicas.
A MasSpec Pen foi licenciada para Genio Technologies, Inc., uma subsidiária da MS Pen Technologies, Inc.

## Princípio da Operação

### Espectrometria de massa de ionização ambiental para diagnóstico de doenças
A tecnologia MasSpec Pen é baseada nos princípios de ionização ambiental, em que os íons são gerados diretamente de uma amostra sem a necessidade de preparação extensiva de amostra ou separações cromatográficas. A MasSpec Pen pode ainda ser categorizada como um método de ionização de ambiente baseado em extração sólido-líquido, descrito como métodos que utilizam um sistema de solvente (no caso o solvente universal  "água") para extrair suavemente moléculas de uma superfície de amostra que são subsequentemente analisadas por um espectrômetro de massa. A ionização por eletrospray de dessorção (DESI) foi o primeiro método MS de ionização ambiental com base líquida.  DESI empregou um spray de gotículas de solvente carregadas para bombardear uma superfície de amostra para dessorver e ionizar moléculas da superfície da amostra, que são então direcionadas e analisadas por um espectrômetro de massa. DESI-MS e outros métodos de MS de ionização ambiental à base de solvente têm sido amplamente empregados para a análise de pequenas moléculas, principalmente metabólitos e lipídios, diretamente de espécimes de tecido biológico para determinar sua composição molecular e alavancar os dados espectrais de massa adquiridos para fins de diagnóstico. Esses métodos foram implantados para a discriminação de regiões normais e cancerosas de amostras de tecido para muitas indicações de tumor sólido, incluindo mama, cérebro, próstata, ovariana, e colorretal, entre outros. Métodos de análise estatística multivariada são frequentemente utilizados para gerar modelos estatísticos a partir dos dados espectrais de massa adquiridos da análise direta de amostras de tecido para distinguir entre tecidos saudáveis e doentes.

### Mecanismo de análise da MasSpec Pen
A MasSpec Pen, inicialmente descrita em 2017, é uma técnica de ionização de ambiente à base de solvente, mas difere de seus antecessores devido à natureza portátil do dispositivo, permitindo a análise de amostras distantes do espectrômetro de massa de forma independente da geometria. A MasSpec Pen usou uma sonda que pode ser manipulada manualmente para direcionar a análise. Para usar o sistema, a ponta da 'caneta' é colocada em contato com a superfície a ser amostrada e o usuário aciona o início de um procedimento de amostragem pressionando um pedal integrado. Isso sinaliza uma bomba de seringa para fornecer uma pequena alíquota de solvente através de um tubo de polímero para um reservatório na ponta da 'caneta' que permanece em contato com a amostra. Os analitos são então extraídos da amostra para a gota de água -solvente por um mecanismo de extração sólido-líquido. Após um período de extração de 3 segundos, a gota é aspirada para o espectrômetro de massa usando o vácuo do espectrômetro de massa como fonte de vácuo. Uma vez dentro do espectrômetro de massa, os analitos dentro da gota de solvente são dessolvatados e ionizados por meio de um mecanismo de ionização de entrada. As moléculas ionizadas são então analisadas pelo analisador de espectrômetro de massa e o espectro de massa resultante é gerado.

### Diagnóstico de câncer com a caneta MasSpec
A caneta MasSpec foi projetada para auxiliar na detecção de margens cirúrgicas positivas durante procedimentos de citorredução de tumor sólido para auxiliar na excisão completa de cirurgias de câncer, diminuindo a necessidade de mais cirurgias devido recidivas de colônias remanescentes que posteriormente a cirurgia se desenvolvem.  O dispositivo foi inicialmente usado para analisar 253 biópsias de tecido humano, incluindo tecidos normais e cancerosos de mama, pulmão, ovário e tireoide. Os espectros de massa obtidos para cada amostra continham metabólitos, lipídios e algumas proteínas representativas da composição molecular do tecido analisado. Os dados coletados para cada tipo de tecido foram então usados para desenvolver modelos estatísticos que pudessem discriminar entre as amostras normais e de câncer de cada tipo de tecido. A validação cruzada de deixar um paciente de fora foi usada para avaliar a precisão dos modelos para distinguir os tecidos normais e cancerosos com base em seus perfis moleculares. O método permitiu o diagnóstico dos tecidos mamários com 95,6% de acerto, pulmão com 96,8% de acerto e ovário com 94,7% de acerto. Os modelos estatísticos também permitiram a discriminação da tireoide normal dos carcinomas papilares da tireoide com 97,8% de acurácia e de adenomas foliculares da tireoide com 94,7% de acurácia. O relatório também demonstrou a capacidade da tecnologia MasSpec Pen de detectar câncer em regiões de tecidos mistos contendo células normais e cancerosas de uma amostra de câncer de ovário. Finalmente, os autores demonstraram o uso desse método para análise in vivo de tecidos tumorais usando um modelo murino anestesiado.
O desempenho da MasSpec Pen para o diagnóstico de câncer de ovário foi avaliado em um relatório publicado em 2019. Os autores analisaram 160 amostras de tecido ovariano humano, incluindo 78 ovários normais e 82 carcinomas serosos, com a MasSpec Pen e desenvolveram modelos de classificação para discriminar entre as amostras normais e de câncer. O modelo foi capaz de distinguir entre as amostras de ovário normal e canceroso com 98,3%, 100,0% e 92,3% de precisão geral em um treinamento ("machine learning"), validação e conjunto de teste de amostras. Além disso, o relatório avaliou a capacidade do sistema MasSpec Pen de distinguir o câncer de ovário da tuba uterina e do tecido peritônio, dois dos locais mais comuns para metástases de câncer de ovário. Precisões de 87,9% e 92,6% foram alcançadas para a discriminação do câncer de tecidos da trompa de Falópio e do peritônio, respectivamente.